# 松石間意
松石間意，一說应為松石閒意，為數張同名古琴，現存至少有三張，其中一張為北宋時宋徽宗御制的宋琴，兩張為明琴。宋琴由乾隆御銘，2010年以1.3664亿元拍賣，成爲當時拍賣價格最高的古琴、世界最貴樂器之一。明琴則分別藏于重慶中国三峡博物馆和北京人高全仆家中。

## 宋琴
北宋宣和二年（1120年），宋徽宗下令由汴梁的东京官琴局斫製此琴，藏于内府宣和殿“萬琴堂”。北宋覆滅時被金人掠走帶到燕京。歷經明清至乾隆六年（1741年）装匣，七年（1742年）乾隆在其上刻御铭及隸書“松石間意”四字。為北宋晚期官琴。
晚清時從宮中流出，由北京的“蕉叶山房”張蓮舫藏。1953年由上海琴人樊伯炎買下，後來在2010年12月5日晚在北京保利秋拍中以1.3664亿元成交，成爲當時拍賣價格最高的古琴、世界最貴樂器之一。其收藏人不明。

### 形制
按《中国古琴珍萃》，此琴琴式為鳳勢式，坊間有傳楊宗稷將其命名為“宣和式”。其體长大，肩腰皆凹入呈半月形，弧形中間凸出。龍池和鳳沼為长方形。此琴用料為傳統的上桐下梓，长126釐米、隱間115釐米、肩寬21釐米、尾寬13釐米。髹栗壳色漆，灰胎為參雜金銀朱砂粉末的八寶灰。琴面斷紋為大蛇腹断，两侧還有冰裂、牛毛斷，琴腹則為均匀流水斷。
龍池内右刻“宣和二年御制”，左刻“康熙庚午王漢章重修”，刻法為阴刻，描以朱笔。琴名“松石間意”為隸書，以绿松石填刻。龍池上方刻有三行行書“古錦囊韜龙門琴，朱弦久歇霹雳音。安得伯牙移情手，為余一寫山水心。”，及一行小字，即乾隆御筆“乾隆壬戌御賞并題”。這些題字填以泥金，此外還有一方白文圓章“見天心”。

## 三峽博物館藏
此琴為仲尼式，金徽玉軫，岳山等附件則用檀木做成，髹黑漆，琴面蛇腹断，琴腹流水断，池沼為长方形。因其腹部有12則题刻和1則印章，而號稱現今题刻最多之古琴。龍池上方右側刻行書“松石間意”，左刻“吳趨唐寅”、“紹聖二年東坡居士”，並印“坡仙琴館”。池右上方刻“明月入室，白雲在天。万感皆息，琴言告歡，飛飛去鳥，涓涓流泉。臨風舒嘯，撫松盘桓。消憂寄傲，息焉遊焉”，落款題爲“允明”，下方刻“月明千里，清風七弦。潛龍飛舞，孤鶴蹁跹。步虛天上，遺響人間。裊裊獨絕，飄飄欲仙”，落款為“徵明”。而龍池左側則有“風瑟瑟，雲冥冥。鶴起舞，龍出聼。嘎綠綺，登紫庭，歌且和招仙靈”之詩，落款為“沈周”；其下刻“晨飆夕澍，假物喻思。无言之言，情不能已”，落款為“張靈”。
鳳沼左右刻有“琴之為物，先聖所作。可以消憂，可以寄樂。如風入松，如泉奔壑。如雲在天，如鳥則木。或撫三終，或吟一曲。淑性怡情，云和所獨”，落款題爲“雁門文彭”。然而雖有諸多题刻，但其中可以查證的僅有清末蘇州顾文斌所藏的“坡仙琴館”印。它可能是在抗日戰爭從蘇州流落至重慶，以至於今由當地的重庆中国三峡博物馆收藏。而後常被人與宋琴混淆。

## 高全仆藏
此琴與三峽博物館藏品極爲相似，或係同出。它曾為査阜西藏品，後來由其轉贈給友人高全仆。2011年曾出現于西泠印社春拍，据西泠印社所述，其當為仲尼式，通体牛毛斷。其上漆皮剝落，可能是為紅衛兵所為。龍池上方正中刻行書“松石間意”，左右分刻與三峽博物館藏相似的文徵明、沈周詩作。